# Jintara Poonlarp
Jintara Poonlarp (thajsky จินตหรา พูนลาภ, * 6. března 1969, Kaset Wisai, Thajsko) je thajská zpěvačka a herečka, která je považována za průkopnici [zdroj?] žánru elektronický luk thung a Mor lam.

## Diskografie

### Alba
- Took lauk auk rong rian (ถูกหลอกออกโรงเรียน)
- Wan puean kian jot mai (วานเพื่อนเขียนจดหมาย)
- Rai oi khoi rak (ไร่อ้อยคอยรัก)
- Songsan huajai (สงสารหัวใจ)
- Uaipon hai puean (อวยพรให้เพื่อน)
- Mor Lam Sa On + Luk Thung Sa On 1–14 (หมอลำสะออน + ลูกทุ่งสะออน ชุด 1–14)
- Jintara Krob Krueang 1–9 (จินตหราครบเครื่อง ชุด 1–9)

### Singly
- Tao Ngoy (เต่างอย)[4]
- Phak Dee Tee Jeb (ภักดีที่เจ็บ)[5]
- Pha Mai Aai Lueam (ผ้าไหมอ้ายลืม)
- Nam Ta Yoei Poak (น้ำตาย้อยโป๊ก)